# Лютик длиннолистный
Лю́тик длинноли́стный, или Лю́тик высо́кий, или Лю́тик языкови́дный, или Лю́тик языколи́стный, или Лю́тик язычко́вый (лат. Ranunculus lingua) — многолетнее травянистое растение; вид рода Лютик (Ranunculus) семейства Лютиковые (Ranunculaceae).

## Ботаническое описание

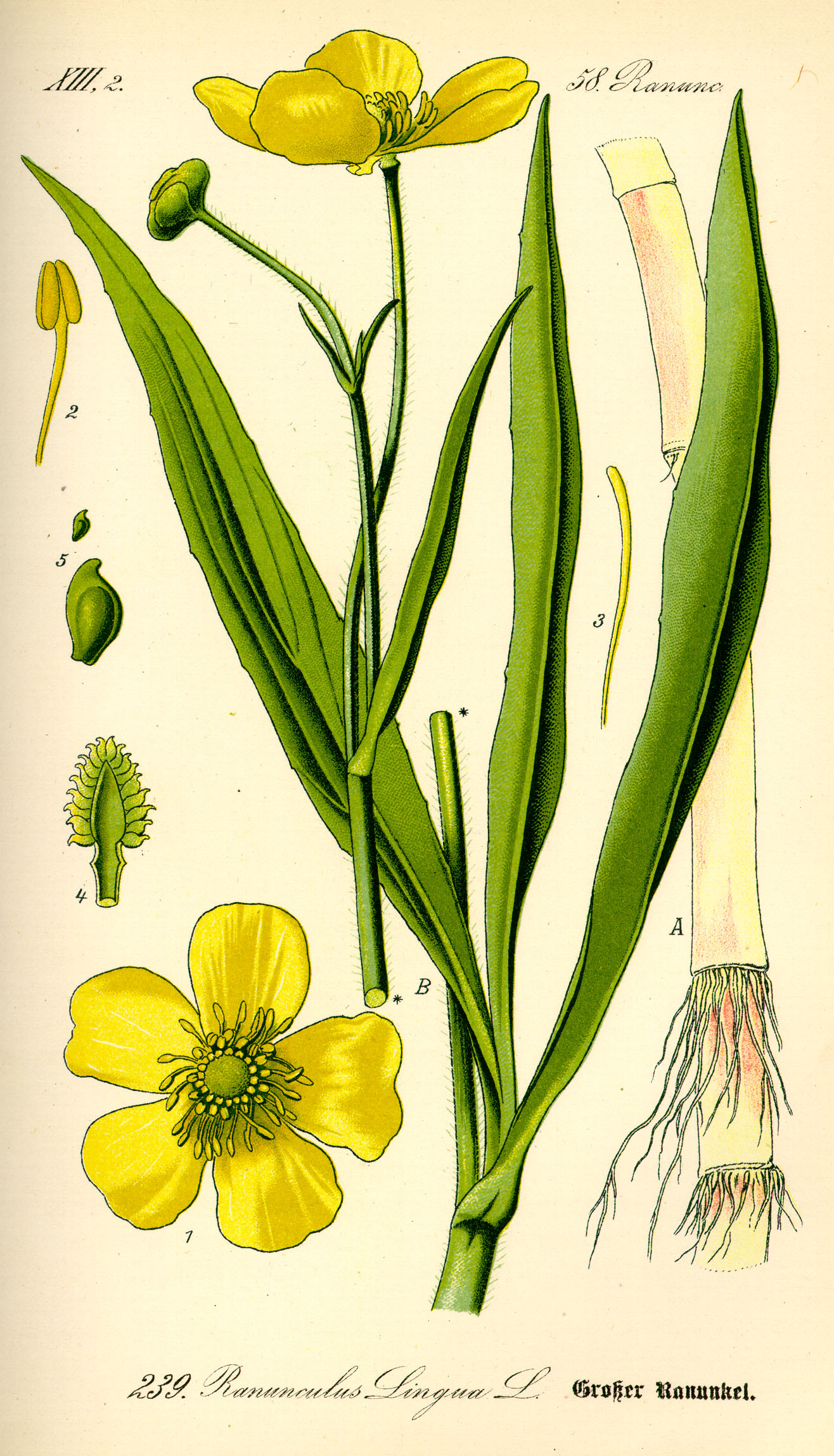

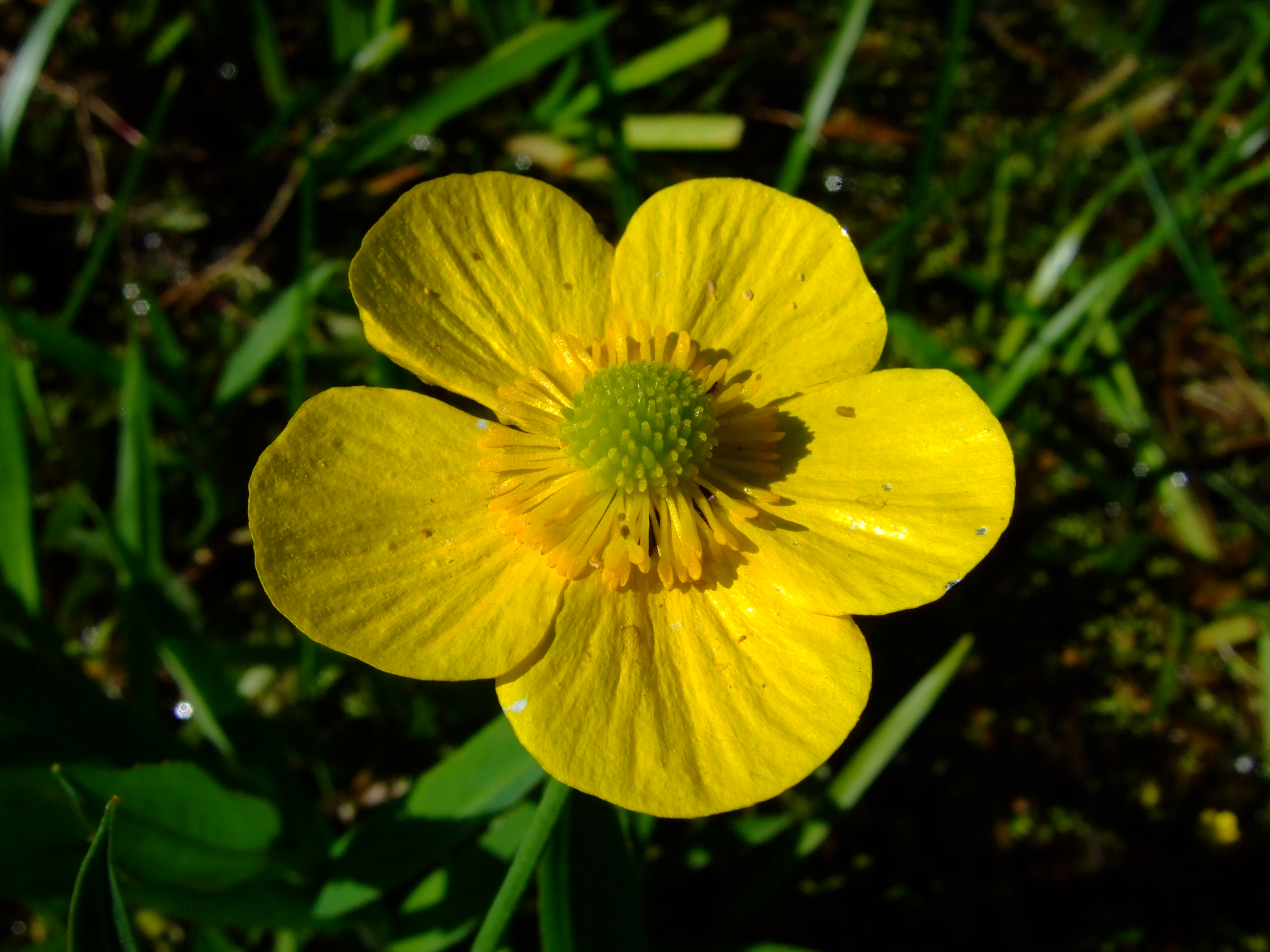
Цветок

Крупное растение (50—115 см высотой) с прямостоячим толстым, полым маловетвистым, почти голым или редко рассеянно и прижато-волосистым стеблем, в своей подземной части корневищеобразным с корневыми мочками, мутовчато выходящими из его узлов и с длинными побегами.
Листья сидячие, удлинённо-ланцетные, постепенно суженные кверху, заострённые, до 15—30 см длиной и до 1—5 см шириной, цельнокрайние или с редкими маленькими зубчиками, при основании суженные и затем расширяющиеся в стеблеобъемлющие, по краю плёнчатые и наверху реснитчатые влагалища.
Цветки 3—4,5 см диаметром, с пятилистной чашечкой. Цветоложе овальное, голое; плодовая головка почти шаровидная или овальная, 10—11 мм в поперечнике.
Плодики голые, гладкие, обратнояйцевидные, несколько сжатые с боков, 2,5—3,2 мм длиной, с узкой плёнчатой каймой по спинному краю и едва выраженной внизу по брюшной части, с прямым, наверху крючковидно загнутым носиком до 0,8—1 мм длиной.

## Распространение и экология
Евро-западноазиатский вид, широко распространённый в Европе и Азии.
- в России: в Европейской части, Предкавказье, Сибири (Тюменская обл., Курганская обл., Омская обл., Томская обл., Новосибирская обл., Кемеровская обл., Алтайский край, Красноярский край, Хакасия, Бурятия).
- в мире: Европа, Средиземноморье, Кавказ, Средняя Азия, Гималаи.

## Хозяйственное значение и использование
Сельскохозяйственными животными не поедается. Поедается бобрами.
В народной медицине употреблялся от лихорадки.

## Охранный статус

### В России
В России вид входит во многие Красные книги субъектов Российской Федерации: Вологодская, Калужская, Кемеровская, Самарская, Саратовская и Смоленская области, а также республики Коми, Татарстан и Удмуртия, Красные книги Ставропольского края и г. Москва.
Растёт на территории нескольких особо охраняемых природных территорий России.

### На Украине
Решением Луганского областного совета № 32/21 от 03.12.2009 г. входит в «Список регионально редких растений Луганской области».
Также вид входит в Красные книги Донецкой, Закарпатской и Харьковской областей.

### Иные страны
Вид внесён в Красную книгу Республики Армения.

## Классификация

### Таксономия
Ranunculus lingua L., 1753, Sp. Pl. : 549
Вид Лютик длиннолистный относится к роду Лютик (Ranunculus) семейства Лютиковые (Ranunculaceae) порядка Лютикоцветные (Ranunculales). Таксономическая схема в соответствии с Системой APG IV по состоянию на июнь 2024 года:
|  |                                      |  |                                   |                                   |                     |  | ещё 6 семейств | ещё 6 семейств |                         |  |  |  | еще 1 615 подтвержденных видов и 480 видов, ожидающих подтверждения |
|  |                                      |  |                                   |                                   |                     |  | ещё 6 семейств | ещё 6 семейств |                         |  |  |  | еще 1 615 подтвержденных видов и 480 видов, ожидающих подтверждения |
|  |                                      |  |                                   | порядок Лютикоцветные             |                     |  |                |                | род Лютик               |  |  |  |                                                                     |
|  |                                      |  |                                   | порядок Лютикоцветные             |                     |  |                |                | род Лютик               |  |  |  |                                                                     |
|  | отдел Цветковые, или Покрытосеменные |  |                                   |                                   | семейство Лютиковые |  |                |                | вид Лютик длиннолистный |  |  |  |                                                                     |
|  | отдел Цветковые, или Покрытосеменные |  |                                   |                                   | семейство Лютиковые |  |                |                |                         |  |  |  |                                                                     |
|  |                                      |  | ещё 63 порядка цветковых растений | ещё 63 порядка цветковых растений |                     |  |                | ещё 53 рода    | ещё 53 рода             |  |  |  |                                                                     |
|  |                                      |  |                                   | ещё 63 порядка цветковых растений |                     |  |                |                | ещё 53 рода             |  |  |  |                                                                     |

### Синонимы
- Flammula lingua Fourr.
- Ranunculus longifolius Lam.
- Ranunculus salicifolius Stokes
- Ranunculus schmidtii Schur